# Янов (Словаччина)
Янов (словац. Janov) — село, громада в Пряшівському окрузі, Пряшівський край, східна Словаччина. Кадастрова площа громади — 4,72 км².
Розташоване в південно-східній частині Шариської височини в долині річки Свінка (Велика Свінка).
Вперше згадується 1341 року як Janula.

## Населення
| Рік:            | 1993 | 2003    | 2013     | 2023    |
| --------------- | ---- | ------- | -------- | ------- |
| Кількість осіб: | 250  | 276     | 311      | 314     |
| Різниця:        |      | +10,4 % | +12,68 % | +0,96 % |

| Рік:            | 2022 | 2023    |
| --------------- | ---- | ------- |
| Кількість осіб: | 321  | 314     |
| Різниця:        |      | -2,18 % |

В селі проживає 304 особи.
Національний склад населення (за даними останнього перепису населення — 2001 року):
- словаки — 100,0 %.

Склад населення за приналежністю до релігії станом на 2001 рік:
- римо-католики — 48,01 %,
- протестанти — 41,52 %,
- греко-католики — 8,66 %,
- не вважають себе віруючими або не належать до жодної вищезгаданої церкви — 1,08 %.

## Пам'ятки
В селі є римо-католицький костел з 1864 року в стилі неокласицизму.